# 白长春花
白长春花（学名：Catharanthus roseus cv. Albus）为夹竹桃科长春花属的植物。分布于中国大陆的广东、广西等地，目前尚未由人工引种栽培。